# Mauricio Ferraris
Mauricio Ferraris (20 ottobre 1964) è un ex giocatore di calcio a 5 argentino.

## Carriera
Utilizzato nel ruolo di giocatore di movimento, come massimo riconoscimento in carriera ha la partecipazione con la Nazionale di calcio a 5 dell'Argentina al FIFA Futsal World Championship 1992 dove i sudamericani sono giunti alla seconda fase, eliminati nel girone comprendente Olanda, Brasile e Stati Uniti.